# 영웅 수퍼맨
"영웅 수퍼맨"(Hero Superman)은 한국에서 제작된 이광수 감독의 2008년 드라마, 코미디 영화이다. 최경원 등이 주연으로 출연하였다.

## 출연

### 주연
- 최경원
- 최대성
- 박종현

## 기타
- 프로듀서: 오진섭
- 조명: 지길수
- 조연출: 박지호